# Phrynobatrachus calcaratus
Phrynobatrachus calcaratus е вид жаба от семейство Phrynobatrachidae. Видът не е застрашен от изчезване.

## Разпространение
Разпространен е в Гана, Гвинея, Екваториална Гвинея (Биоко), Камерун, Кот д'Ивоар, Либерия, Нигерия, Сенегал, Того и Централноафриканска република.

## Описание
Популацията на вида е стабилна.